# Tercera Avenida Suroeste
La 3.ª Avenida Suroeste (Tercera Avenida Suroeste) es una vía secundaria de orientación norte-sur localizada en el sector suroeste de la ciudad de Managua, Nicaragua. Forma parte del trazado urbano perpendicular al eje de la Pista Juan Pablo II, conectando diversos barrios residenciales e históricos de la capital.

## Trazado
La avenida inicia en la intersección con la Pista Gaza, al norte del Barrio Golfo Pérsico, descendiendo en sentido sur hasta culminar en la Pista Juan Pablo II, ya dentro del Barrio 380. A lo largo de su recorrido atraviesa zonas comerciales, institucionales y sectores residenciales densamente poblados.

## Intersecciones principales
- Pista Gaza – Conexión vial de entrada norte
- 10.ª Calle Suroeste – Calle transversal con actividad comercial
- Pista Juan Pablo II – Eje vial metropolitano con paso a desnivel

## Barrios que atraviesa
- Golfo Pérsico
- Sector Oeste Avenida Bolívar
- Barrio 380

## Coordenadas
12°8′15″N 86°17′8″O / 12.13750, -86.28556